# Холланд, Андре
Андре́ Хо́лланд (англ. André Holland, род. 28 декабря 1979, Бессемер, Алабама) — американский актёр. Наиболее известен по фильмам «42» (2013), «Сельма» (2014) и «Лунный свет» (2016), а также по телесериалам «Больница Никербокер» и «Американская история ужасов: Роанок».

## Ранняя жизнь и образование
Холланд родился в Бессемере, штат Алабама, где окончил католическую школу. В 11 лет он сыграл в постановке мюзикла «Оливер!» в Birmingham Summerfest Theatre. Он учился в Университете штата Флорида и получил степень магистра изящных искусств в Нью-Йоркском университете в 2006 году.

## Фильмография

### Кино
| Год  | Название на русском                  | Название на английском          | Роль              | Примечания |
| ---- | ------------------------------------ | ------------------------------- | ----------------- | --- |
| 2008 | Сахар                                | Sugar                           | Брэд Джонсон      | Номинация — «Готэм» за лучший актёрский состав |
| 2008 | Чудо святой Анны                     | Miracle at St. Anna             | рядовой Нидлс     | |
| 2008 | Скоро…                               | Last Call                       | Пит               | |
| 2009 | Война невест                         | Bride Wars                      | DJ Джаззлз        | |
| 2009 |                                      | Us: A Love Story                | жертва аварии     | Короткометражка |
| 2011 | Маленькие, прекрасные юркие создания | Small, Beautifully Moving Parts | Леон              | |
| 2012 |                                      | Nobody’s Nobody’s               | Джейсон           | Короткометражка |
| 2013 | 42                                   | 42                              | Уэнделл Смит      | |
| 2014 | Чёрное или белое                     | Black or White                  | Реджи Дэвис       | |
| 2014 | Сельма                               | Selma                           | Эндрю Янг         | Номинация — Broadcast Film Critics Association за лучший актёрский состав Номинация — NAACP Image Award за лучшую мужскую роль второго плана Номинация — San Diego Film Critics Society за лучший актёрский состав Номинация — Washington D.C. Area Film Critics Association за лучший актёрский состав |
| 2016 | Лунный свет                          | Moonlight                       | Кевин             | Boston Online Film Critics Association за лучший актёрский состав Премия общества кинокритиков Бостона за лучший актёрский состав Broadcast Film Critics Association за лучший актёрский состав «Готэм» за лучший актёрский состав Независимый дух — Приз Роберта Олтмена New York Film Critics Online Award за лучший актёрский состав Номинация — Black Reel Awards за лучшую мужскую роль второго плана Номинация — Премия общества кинокритиков Детройта за лучший актёрский состав Номинация — Florida Film Critics Circle Award за лучшую мужскую роль второго плана Второе место — Florida Film Critics Circle Award за лучший актёрский состав Номинация — Phoenix Film Critics Society Award за лучший актёрский состав Номинация — San Diego Film Critics Society Award за лучший актёрский состав Номинация — Премия Гильдии киноактёров США за лучший актёрский состав в игровом кино Номинация — Washington D.C. Area Film Critics Association Award за лучший актёрский состав |
| 2018 | Излом времени                        | A Wrinkle in Time               | директор Дженкинс | |
| 2019 | Птица высокого полёта                | High Flying Bird                | Рэй               | |
| 2019 | Битва у Биг-Рок                      | Battle at Big Rock              | Деннис            | Короткометражка |
| 2021 | Идентичность                         | Passing                         | Брайан Редфилд    | |
| 2022 | Целиком и полностью                  | Bones and All                   | отец Марен        | |

### Телевидение
| Год       | Название на русском                 | Название на английском         | Роль                        | Примечания |
| --------- | ----------------------------------- | ------------------------------ | --------------------------- | --- |
| 2006      | Закон и порядок                     | Law & Order                    | Дэвид Сакс                  | Public Service Homicide |
| 2007      | Братья Доннелли                     | The Black Donnellys            | Фрэнк Томас                 | Wasn’t That Enough? |
| 2007      | Новости                             | The News                       | Дешон Буркетт               | ТВ фильм |
| 2009      | Потерянное и найденное              | Lost & Found                   | Гэйл Диксон                 | ТВ фильм |
| 2010      |                                     | The Rockford Files             | Энджел Мартин               | ТВ фильм |
| 2010      | Схватка                             | Damages                        | менеджер в банке            | You Haven’t Replaced Me |
| 2011      | Секс по дружбе                      | Friends with Benefits          | Джулиан «Фитц» Фитцджеральд | 13 эпизодов |
| 2011      | Чёрная метка                        | Burn Notice                    | Дион Карвер                 | Breaking Point |
| 2012-2013 | Пенсильвания-авеню, 1600            | 1600 Penn                      | Маршалл Мэллой              | 13 эпизодов |
| 2014-2015 | Больница Никербокер                 | The Knick                      | доктор Элджернон Эдвардс    | 20 эпизодов Премия «Спутник» за лучший актёрский состав в телесериале Номинация — Выбор телевизионных критиков за лучшую мужскую роль второго плана в драматическом телесериале Номинация — Премия «Спутник» за лучшую мужскую роль второго плана — мини-сериал, телесериал или телефильм |
| 2016      | Американская история ужасов: Роанок | American Horror Story: Roanoke | Мэтт Миллер                 | 9 эпизодов |
| 2018      | Касл-Рок                            | Castle Rock                    | Генри Дивер                 | 10 эпизодов |
| 2024      | Терминатор Зеро                     | Terminator Zero                | учёный Малкольм Ли          | озвучивание |